# Sto-Gbg
Sto-Gbg är en live-dvd med Bo Kaspers orkester. Den innehåller två spelningar - en inspelad på Cirkus i Stockholm och en inspelad på Nefertiti i Göteborg. Båda spelningarna är inspelade 2004 och dvd:n släpptes samma år.

## Spårinfo

### Låtlista Cirkus
1. Vilka tror vi att vi är
2. Långsamt
3. Undantag
4. När du klär av dig
5. Dansa på min grav
6. Fyra rätters mål
7. Mellan ett och noll
8. Kaos
9. Svårt att säga nej
10. Innan klockan slagit tolv
11. Ett ögonblick i sänder
12. Köpenhamn
13. Allt ljus på mig
14. Puss
15. Ont
16. Semester
17. Lycka till
18. Hon är så söt
19. Vi kommer aldrig dö
20. Det smartaste jag gjort
21. Bara för din skull
22. Vi tar in på hotell

### Låtlista Nefertiti
1. När du klär av dig
2. Sockerdricka och sprit
3. Puss
4. I botten på glaset
5. Är det här vi är nu
6. Ny skön värld
7. Fyra rätters mål
8. Cigarett
9. Snäll och dum
10. Felicia pratar
11. Människor som ingen vill se
12. Allt är som förut
13. Det smartaste jag gjort

### Bonusmaterial
- Bakom scenen på Cirkus
- Videor